# Pterapogon kauderni

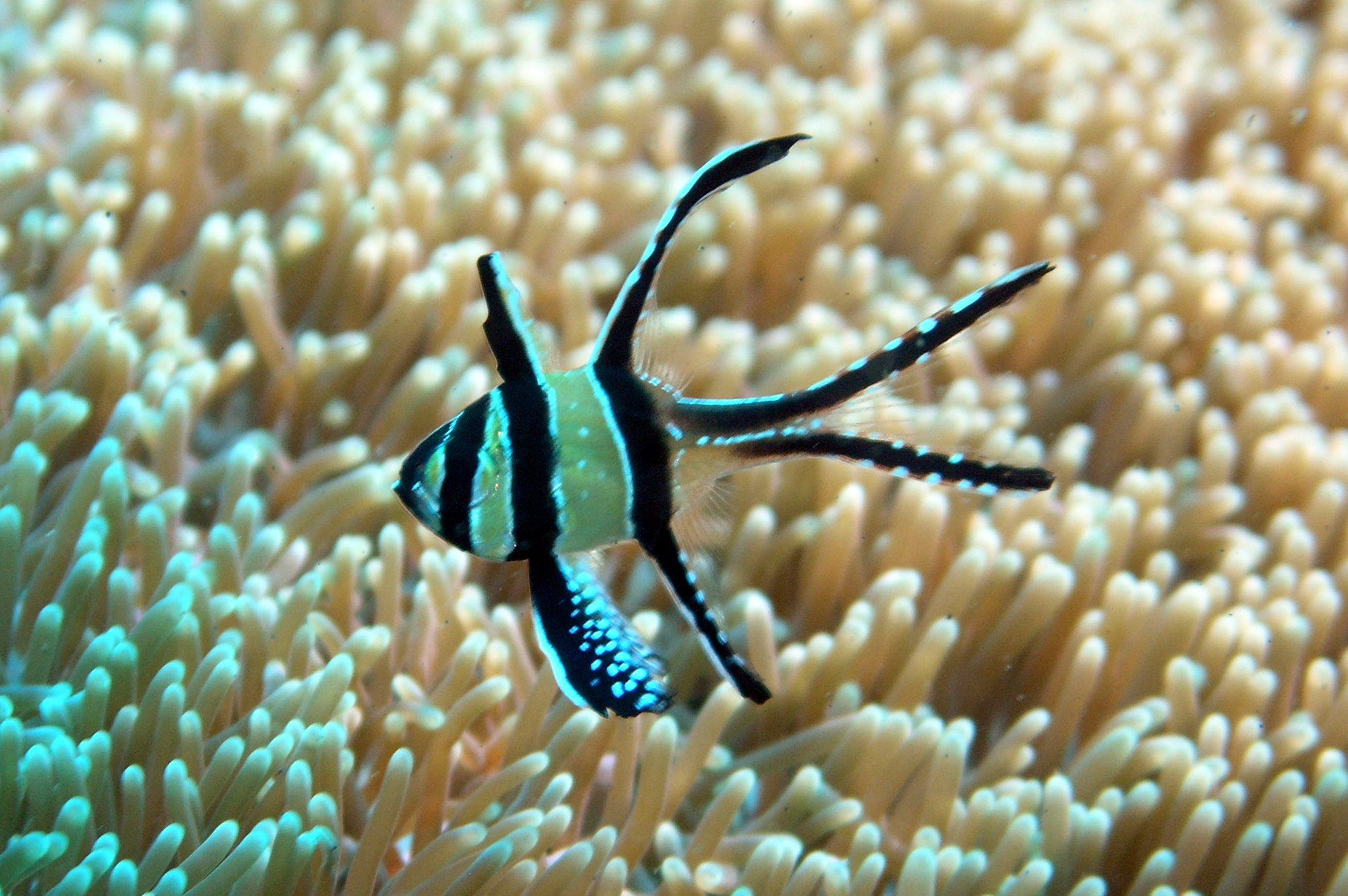
Exemplar fotografiat al nord de Sulawesi (Indonèsia).

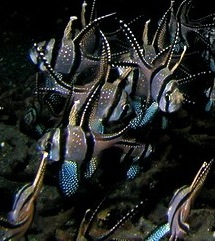
Grup de Pterapogon kauderni a Lembeh, Indonèsia

Pterapogon kauderni és una espècie de peix pertanyent a la família dels apogònids.

## Descripció
- Pot arribar a fer 8 cm de llargària màxima.
- Presenta tres franges de color negre al cap i el cos.
- El cos és platejat i conté al voltant de 20 punts brillants i blanquinosos entre la segona i la tercera franja. Un reguitzell de taques blanques similars corren al llarg de les vores de la segona aleta dorsal, l'anal i la caudal (les taques de cada individu té una disposició única que pot ésser emprada per a identificar-lo).[5]
- 8 espines i 14 radis tous a l'aleta dorsal i 2 espines i 13 radis tous a l'anal.
- Radis allargats a l'aleta anal i la segonda dorsal.
- Aleta caudal profundament bifurcada.
- Aletes pèlviques de color negre i amb taques blanques.
- Els mascles es diferencien de les femelles per un engrandiment de la cavital oral, la qual és només visible quan estan covant.[6][7]

## Reproducció
Els mascles coven els ous (de 2,5 mm de diàmetre) fins als moment de la desclosa i les larves -sense etapa planctònica- romanen a la cavitat bucal del seu progenitor durant un període indeterminat després de l'eclosió. Els joves també fan servir les anemones de mar com a protecció.

## Alimentació
Probablement es nodreix de petits crustacis bentònics i planctònics durant la nit.

## Depredadors
És depredat per Pterois, Epinephelus merra, Cymbacephalus beauforti, Echidna nebulosa, Synanceia horrida i Laticauda colubrina.

## Hàbitat
És un peix marí, demersal i de clima tropical que viu fins als 2 m de fondària a les praderies marines formades d'Enhalus acoroides i associat amb l'eriçó de mar Diadema setosum, les espines del qual li ofereixen protecció quan se sent amenaçat.

## Distribució geogràfica
Es troba al Pacífic occidental central: les illes Banggai (Indonèsia).

## Estat de conservació
Es troba en perill d'extinció a causa de la seva captura amb destinació al comerç de peixos d'aquari, la contaminació, els dragatges del fons marí i la sedimentació produïda pel desenvolupament costaner.

## Observacions
És inofensiu per als humans i ha estat criat en captivitat.